# Danmark indefra
Danmark indefra er en dansk dokumentarserie i fem afsnit fra 1989-1990 af forskellige instruktører. I serien ser indvandrere på Danmark og danskere.

## Afsnit
Obs! Afsnittene er oplistet i alfabetisk rækkefølge. Tilføj gerne afsnitsnumre og første sendedage.
| # | Titel                      | Instruktør             | Første sendedag    |
| --- | -------------------------- | ---------------------- | ------------------ |
| | "B77 Snapshots"            | Arun Dhundale          | 9. januar 1991     |
| Her er en dansk fodboldklub i centrum. Ikke en af de professionelle med elitepræg, men en klub for hele familien, hvor samværet og hyggen er akkurat så vigtig som resultatet af kampene. Et portræt af dansk folkekultur - en fodboldklub, hvis spillere på trøjen reklamerer for den lokale bodega!                                          |                            |                        |                    |
| | "Børnekultur"              | Esther Heller          | 22. september 1989 |
| Forholdet mellem danskerne og deres børn er anderledes end de fleste andre steder, idet de voksne taler til deres børn som om de er ligeberettigede. Instruktøren: "Danske børn er glade og åbne, for danskerne viser respekt og hensyn over for deres børn". I filmen ses der på børnenes situation i Danmark. Instruktøren er født i Indien. |                            |                        |                    |
| | "En gris efter mit hjerte" | Katia Forbert Petersen | 9. januar 1991     |
| Her erklærer den polsk fødte instruktør sin kærlighed til noget af det danskeste danske: en gris. Hovedpersonen fortæller om at være i Danmark, og filmen slutter med en sang, grisens hyldest til sit fædreland! |                            |                        |                    |
| | "Ferryland"                | Esther Heller          |                    |
| I serien »Danmark indefra« ser indvandrere på Danmark og danskere. Her i form af et billeddigt om færgerne, der binder landet sammen. Store og små færger, der futter frem og tilbage fra den ene solbeskinnede kyst til den anden. |                            |                        |                    |
| | "Mænd føder børn"          | Arun Dhundale          |                    |
| Her ses der på det danske fænomen, at mænd tager aktivt del i forberedelserne til fødslen og alle de praktiske gøremål, der følger, når et barn melder sig. En film om en ny manderolle. |                            |                        |                    |